# Campeonato Distrital 2ªDivisão AF Lisboa 2015–16
O Campeonato Distrital 2ªDivisão AF Lisboa 2015–16, é a 58ª edição da competição conhecida também como 2ªDivisão da Associação de Futebol de Lisboa  "AFL".
O campeonato disputa-se de 4 de Outubro de 2015 a 5 de Junho de 2016.

## Formato
16 Equipas participaram nesta prova, disputando entre si 30 jogos aos quais 15 em casa e outros 15 fora, subindo para a 1ªDivisão 9 equipas, após alteração onde subiam 5 equipas. O 1º lugar é Campeão da 2ªDivisão Distrital, e as seguintes equipas ate ao 9º Lugar disputam na próxima época a 1ªDivisão.
As restantes 7 equipas se mantém na mesma divisão para a próxima época

## Participantes
| \| Clube \| Cidade \| Estádio \| Lotação \| 2014–15 \| Treinador \| \| ----------------- \| --------------------- \| -------------------------------------------- \| ------- \| --------------------------------------- \| --------------- \| \| A dos Cunhados \| Torres Vedras \| Parque Desportivo Maximino Franco dos Santos \| 4,000 \| 12º, 1ªDistrital S1/ 6º 1ªDivisão FM S1 \| \| \| Alcainça AC \| Mafra \| Campo João Simões \| 750 \| - \| \| \| Algueirão \| Algueirão-Mem Martins \| Campo de Jogos Raul Neves \| \| - \| \| \| Atlético CP B \| Lisboa \| Estádio da Tapadinha \| 25,000 \| - \| \| \| Assoc. Torre \| Cascais \| Campo Alfredo Pinheiro \| 300 \| 11º, 1ªDistrital S2/ 5º 1ªDivisão FM S2 \| \| \| Bocal \| Mafra \| Campo Santo \| \| 7º, 2ªDistrital \| \| \| Catujalense \| Sacavém \| Parque Desportivo 1ºMaio \| 1,000 \| - \| \| \| CD Belas \| Belas \| Campo de Jogos António Pinheiro Pinto Bastos \| 1,000 \| - \| Vítor Escudeiro \| \| FC Ota \| Alenquer \| Parque de Jogos dos Linhais \| 500 \| 12º, 2ªDistrital \| \| \| Malveira da Serra \| Malveira da Serra \| Campo 22 de Março \| 1,000 \| 9º, 2ªDistrital \| \| \| Palmense \| Lisboa \| Campo José Ramos \| 1,000 \| 8º, 2ªDistrital \| \| \| Rio Mouro \| Rio Mouro \| Campo António Carraça da Silva \| 600 \| - \| \| \| Sacavenense B \| Sacavém \| Campo do Sacavenense \| 3,100 \| - \| \| \| Talaíde \| São Domingos de Rana \| Campo Fernando Sabido \| 200 \| - \| \| \| União Mercês \| Sintra \| Municipal da Tapada das Mercês \| 524 \| 12º, 1ªDistrital S2/ 6º 1ªDivisão FM S2 \| \| \| Venda do Pinheiro \| Mafra \| Municipal da Venda do Pinheiro \| 3,000 \| - \| \| Alcainça AC, Bocal, Venda do Pinheiro CD Belas A dos CunhadosLocalização das equipas da Campeonato Distrital 2ªDivisão AF Lisboa 2015–16 (Continente) |                       |                                              |         |                                         |                 |
| Clube | Cidade                | Estádio                                      | Lotação | 2014–15                                 | Treinador       |
| A dos Cunhados | Torres Vedras         | Parque Desportivo Maximino Franco dos Santos | 4,000   | 12º, 1ªDistrital S1/ 6º 1ªDivisão FM S1 |                 |
| Alcainça AC | Mafra                 | Campo João Simões                            | 750     | -                                       |                 |
| Algueirão | Algueirão-Mem Martins | Campo de Jogos Raul Neves                    |         | -                                       |                 |
| Atlético CP B | Lisboa                | Estádio da Tapadinha                         | 25,000  | -                                       |                 |
| Assoc. Torre | Cascais               | Campo Alfredo Pinheiro                       | 300     | 11º, 1ªDistrital S2/ 5º 1ªDivisão FM S2 |                 |
| Bocal | Mafra                 | Campo Santo                                  |         | 7º, 2ªDistrital                         |                 |
| Catujalense | Sacavém               | Parque Desportivo 1ºMaio                     | 1,000   | -                                       |                 |
| CD Belas | Belas                 | Campo de Jogos António Pinheiro Pinto Bastos | 1,000   | -                                       | Vítor Escudeiro |
| FC Ota | Alenquer              | Parque de Jogos dos Linhais                  | 500     | 12º, 2ªDistrital                        |                 |
| Malveira da Serra | Malveira da Serra     | Campo 22 de Março                            | 1,000   | 9º, 2ªDistrital                         |                 |
| Palmense | Lisboa                | Campo José Ramos                             | 1,000   | 8º, 2ªDistrital                         |                 |
| Rio Mouro | Rio Mouro             | Campo António Carraça da Silva               | 600     | -                                       |                 |
| Sacavenense B | Sacavém               | Campo do Sacavenense                         | 3,100   | -                                       |                 |
| Talaíde | São Domingos de Rana  | Campo Fernando Sabido                        | 200     | -                                       |                 |
| União Mercês | Sintra                | Municipal da Tapada das Mercês               | 524     | 12º, 1ªDistrital S2/ 6º 1ªDivisão FM S2 |                 |
| Venda do Pinheiro | Mafra                 | Municipal da Venda do Pinheiro               | 3,000   | -                                       |                 |

| Clube             | Cidade                | Estádio                                      | Lotação | 2014–15                                 | Treinador       |
| ----------------- | --------------------- | -------------------------------------------- | ------- | --------------------------------------- | --------------- |
| A dos Cunhados    | Torres Vedras         | Parque Desportivo Maximino Franco dos Santos | 4,000   | 12º, 1ªDistrital S1/ 6º 1ªDivisão FM S1 |                 |
| Alcainça AC       | Mafra                 | Campo João Simões                            | 750     | -                                       |                 |
| Algueirão         | Algueirão-Mem Martins | Campo de Jogos Raul Neves                    |         | -                                       |                 |
| Atlético CP B     | Lisboa                | Estádio da Tapadinha                         | 25,000  | -                                       |                 |
| Assoc. Torre      | Cascais               | Campo Alfredo Pinheiro                       | 300     | 11º, 1ªDistrital S2/ 5º 1ªDivisão FM S2 |                 |
| Bocal             | Mafra                 | Campo Santo                                  |         | 7º, 2ªDistrital                         |                 |
| Catujalense       | Sacavém               | Parque Desportivo 1ºMaio                     | 1,000   | -                                       |                 |
| CD Belas          | Belas                 | Campo de Jogos António Pinheiro Pinto Bastos | 1,000   | -                                       | Vítor Escudeiro |
| FC Ota            | Alenquer              | Parque de Jogos dos Linhais                  | 500     | 12º, 2ªDistrital                        |                 |
| Malveira da Serra | Malveira da Serra     | Campo 22 de Março                            | 1,000   | 9º, 2ªDistrital                         |                 |
| Palmense          | Lisboa                | Campo José Ramos                             | 1,000   | 8º, 2ªDistrital                         |                 |
| Rio Mouro         | Rio Mouro             | Campo António Carraça da Silva               | 600     | -                                       |                 |
| Sacavenense B     | Sacavém               | Campo do Sacavenense                         | 3,100   | -                                       |                 |
| Talaíde           | São Domingos de Rana  | Campo Fernando Sabido                        | 200     | -                                       |                 |
| União Mercês      | Sintra                | Municipal da Tapada das Mercês               | 524     | 12º, 1ªDistrital S2/ 6º 1ªDivisão FM S2 |                 |
| Venda do Pinheiro | Mafra                 | Municipal da Venda do Pinheiro               | 3,000   | -                                       |                 |

## Tabela classificativa
Atualizado em 06/06/2016
|                   | ADC | ALC | ALG | ATO | ATL | BOC | CAT | CDB | FCO | MDS | PAL | RDM | SAC | TAL  | URM  | VDP |
| ----------------- | --- | --- | --- | --- | --- | --- | --- | --- | --- | --- | --- | --- | --- | ---- | ---- | --- |
| A dos Cunhados    |     | 1–2 | 1–1 | 0–0 | 1–0 | 1–1 | 3–2 | 3–1 | 1–0 | 0–0 | 0–3 | 4–1 | 2–0 | 4–1  | 4–0  | 3–2 |
| Alcainça AC       | 4–2 |     | 2–0 | 2–1 | 2–0 | 1–1 | 0–1 | 2–2 | 4–0 | 4–0 | 2–0 | 5–0 | 1–1 | 2–2  | 5–0  | 5–1 |
| Algueirão         | 0–1 | 1–2 |     | 1–4 | 2–4 | 1–0 | 0–2 | 3–5 | 3–1 | 6–1 | 3–2 | 5–4 | 2–2 | 3–2  | 3–1  | 1–3 |
| Assoc. Torre      | 2–3 | 1–1 | 5–4 |     | 0–1 | 4–1 | 2–3 | 4–0 | 6–0 | 4–2 | 2–2 | 2–0 | 0–3 | 4–0  | 7–1  | 4–1 |
| Atlético CP B     | 3–1 | 1–0 | 4–0 | 3–0 |     | 0–2 | 3–1 | 1–2 | 4–0 | 2–0 | 3–0 | 3–0 | 2–0 | 3–0  | 3–0  | 2–0 |
| Bocal             | 2–0 | 2–3 | 2–1 | 5–1 | 2–1 |     | 2–1 | 1–0 | 2–1 | 6–1 | 1–1 | 4–3 | 2–2 | 3–1  | 5–1  | 4–0 |
| Catujalense       | 3–1 | 3–0 | 1–2 | 1–1 | 0–1 | 1–0 |     | 1–0 | 4–2 | 2–0 | 4–2 | 3–0 | 1–0 | 1–0  | 2–1  | 9–0 |
| CD Belas          | 2–1 | 1–2 | 3–2 | 2–1 | 1–2 | 4–0 | 2–1 |     | 3–0 | 0–0 | 1–0 | 4–3 | 3–2 | 1–1  | 2–0  | 3–2 |
| FC Ota            | 3–3 | 2–2 | 4–3 | 0–2 | 2–3 | 0–1 | 3–1 | 2–1 |     | 0–0 | 2–4 | 1–0 | 3–4 | 1–1  | 2–0  | 1–0 |
| Malveira da Serra | 1–4 | 1–2 | 0–0 | 0–1 | 3–2 | 1–3 | 0–1 | 2–1 | 3–1 |     | 3–2 | 0–1 | 0–3 | 2–1  | 4–3  | 2–1 |
| Palmense          | 0–0 | 3–3 | 7–3 | 5–2 | 3–3 | 5–1 | 3–0 | 0–3 | 7–2 | 4–2 |     | 6–0 | 4–1 | 1–0  | 6–2  | 2–0 |
| Rio Mouro         | 3–3 | 1–3 | 2–4 | 2–3 | 1–3 | 0–7 | 1–1 | 0–3 | 0–5 | 3–2 | 0–3 |     | 4–7 | 0–1  | 3–1  | 0–0 |
| Sacavenense B     | 6–3 | 4–2 | 6–0 | 1–1 | 1–3 | 7–2 | 3–1 | 4–0 | 4–1 | 3–0 | 3–2 | 2–1 |     | 12–0 | 11–0 | 4–2 |
| Talaíde           | 3–3 | 0–8 | 3–1 | 0–3 | 0–4 | 1–7 | 0–4 | 1–2 | 5–3 | 1–1 | 0–3 | 1–2 | 0–8 |      | 3–1  | 2–1 |
| União Mercês      | 0–5 | 1–2 | 2–3 | 1–6 | 0–2 | 1–4 | 1–5 | 0–4 | 1–6 | 3–6 | 1–6 | 2–1 | 0–4 | 0–1  |      | 3–1 |
| Venda do Pinheiro | 1–1 | 0–1 | 0–4 | 1–1 | 0–4 | 0–1 | 4–3 | 0–3 | 1–3 | 1–2 | 2–2 | 0–0 | 2–3 | 1–0  | 3–0  |     |

Última atualização em 13 Junho 2016.
Fonte: Carece de fontes
1O time da casa (mandante) está listado na coluna da esquerda.
Cores:      Azul = time da casa vence;      Amarelo = empate;      Vermelho = time visitante vence.

## Melhores marcadores
| #   | Pais       | Jogador          | Golos | equipa         |
| --- | ---------- | ---------------- | ----- | -------------- |
| 1º  | Portugal   | Duarte           | 14    | CD Belas       |
| 2º  | Portugal   | Bruno Penajóia   | 12    | Alcainça AC    |
| 3   | Portugal   | Miguel Antunes   | 11    | A dos Cunhados |
| 4º  | Portugal   | Andrézinho       | 10    | Alcainça AC    |
| 5º  | Moldávia   | Serghei          | 10    | A dos Cunhados |
| 6º  | Portugal   | Rodrigão         | 9     | Alcainça AC    |
| 7º  | Cabo Verde | Lima             | 8     | CD Belas       |
| 8º  | Brasil     | Rafael Rodrigues | 7     | Alcainça AC    |
| 9º  | Portugal   | Elton            | 6     | CD Belas       |
| 10º | Portugal   | Ramalho          | 6     | A dos Cunhados |